# Aran (pletenina)

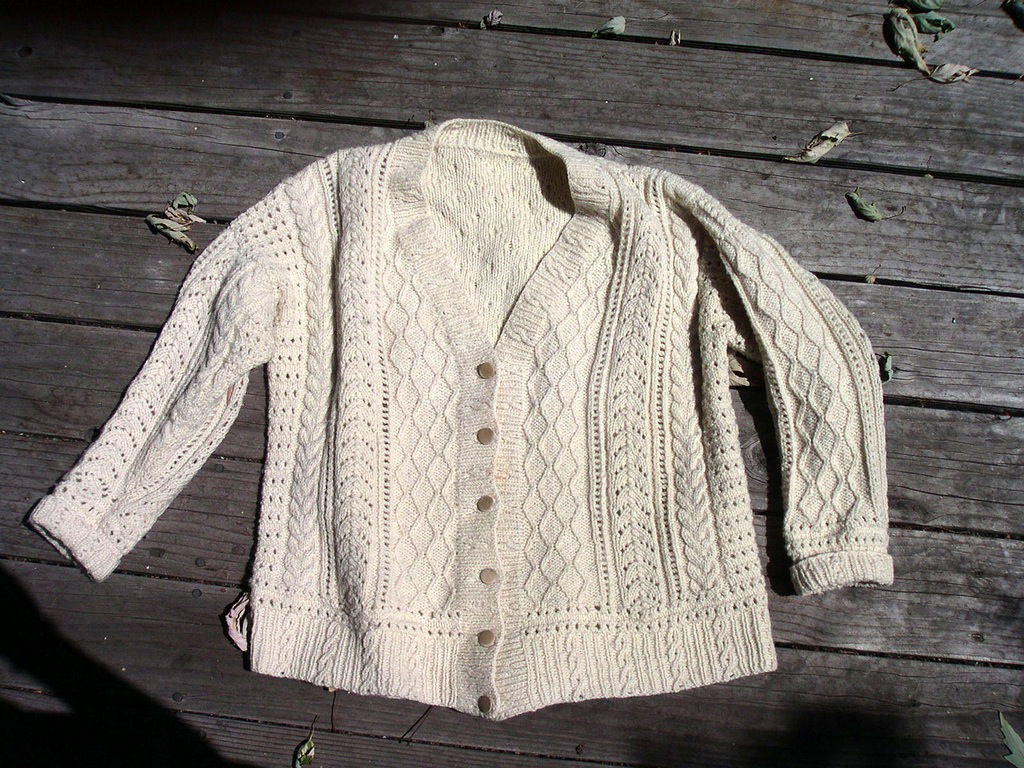
Vesta s tradičním aranským vzorováním v barevném odstínu báinín

Aran je způsob vzorování pletenin z hrubé vlny pocházející z Aranských ostrovů (západně od irské Galwayské zátoky).
Tradičně se tak pletly svetry s kruhovými jehlicemi z nebarvené příze s krémovým odstínem (báinín). Až do 70. let minulého století ji spřádaly ženy irských rybářů na kolovrátku z neprané vlny. Příze tak obsahovala ovčí tuk, který působil jako impregnace proti vnější vlhkosti.
Na pletenině se obvykle střídá 4–6 různých plastických vzorů (copánek, reliéf, patent aj.), každý z nich v kolmém 5–10 cm širokém sloupci.  
Dnes se vyrábí aranské pleteniny téměř výhradně strojově nebo na ručně pletacích aparátech. Mimo svetrů a vest se z nich někdy zhotovují také ponožky, čepice a sukně.